# Bosworth (Misuri)
Bosworth es una ciudad ubicada en el condado de Carroll en el estado estadounidense de Misuri. En el Censo de 2010 tenía una población de 305 habitantes y una densidad poblacional de 212,57 personas por km².

## Geografía
Bosworth se encuentra ubicada en las coordenadas 39°28′12″N 93°20′8″O / 39.47000, -93.33556. Según la Oficina del Censo de los Estados Unidos, Bosworth tiene una superficie total de 1.43 km², de la cual 1.43 km² corresponden a tierra firme y (0%) 0 km² es agua.

## Demografía
Según el censo de 2010, había 305 personas residiendo en Bosworth. La densidad de población era de 212,57 hab./km². De los 305 habitantes, Bosworth estaba compuesto por el 98.69% blancos, el 0% eran afroamericanos, el 0% eran amerindios, el 0% eran asiáticos, el 0% eran isleños del Pacífico, el 0.33% eran de otras razas y el 0.98% pertenecían a dos o más razas. Del total de la población el 2.95% eran hispanos o latinos de cualquier raza.